# Lok Fu (stacja metra)
Lok Fu (chiński: 樂富) – jedna ze stacji MTR, systemu szybkiej kolei w Hongkongu, na Kwun Tong Line. Została otwarta 1 października 1979 roku.
Stacja znajduje się w Lok Fu.